# Lista gatunków z rodzaju Cousinia
Lista gatunków z rodzaju Cousinia – lista gatunków rodzaju roślin należącego do rodziny astrowatych (Compositae Gis.). Według The Plant List w obrębie tego rodzaju znajduje się co najmniej 687 gatunków o nazwach zweryfikowanych i zaakceptowanych, podczas gdy kolejnych 68 taksonów ma status gatunków niepewnych (niezweryfikowanych).
Lista gatunków
- Cousinia abbreviata Tscherneva

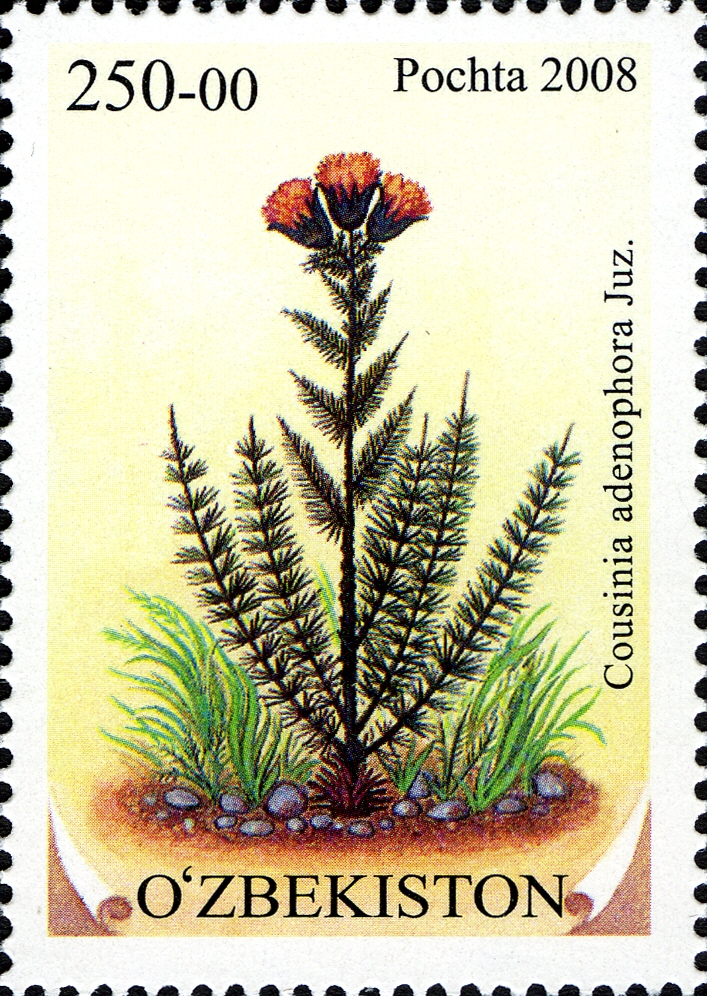
Cousinia adenophora na uzbeckim znaczku pocztowym

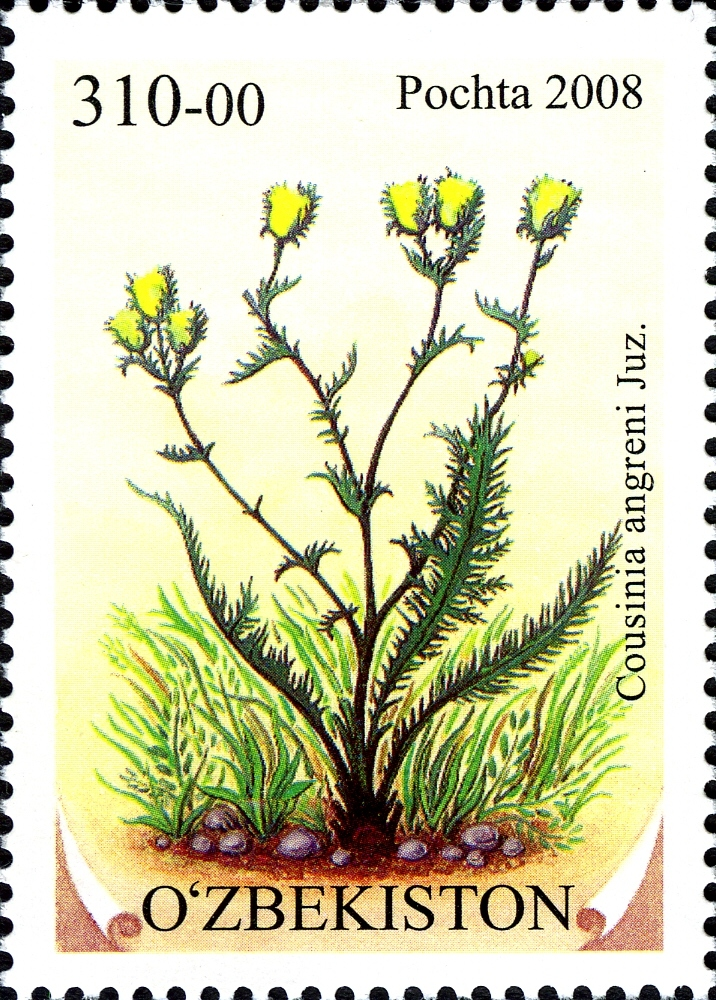
Cousinia angreni na uzbeckim znaczku pocztowym

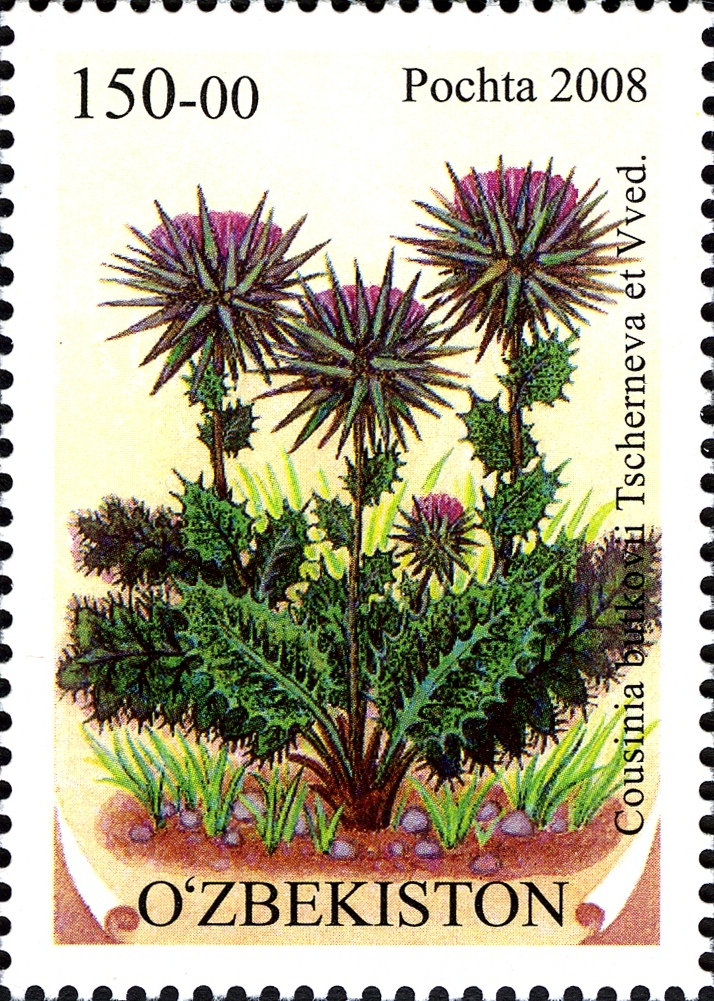
Cousinia butkovii na uzbeckim znaczku pocztowym

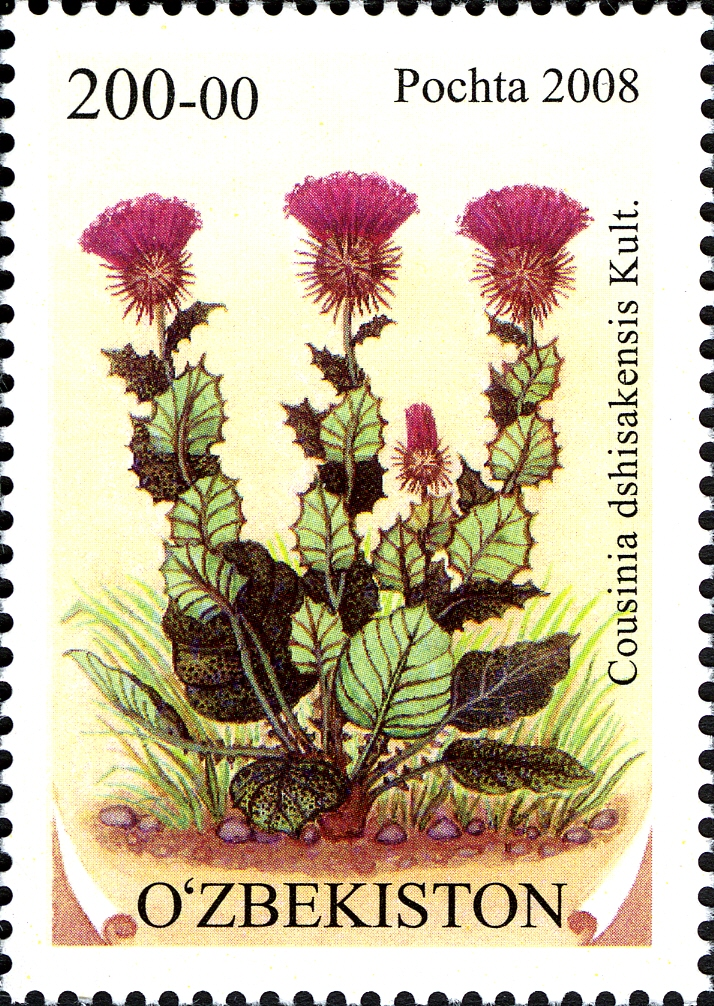
Cousinia dshisakensis na uzbeckim znaczku pocztowym

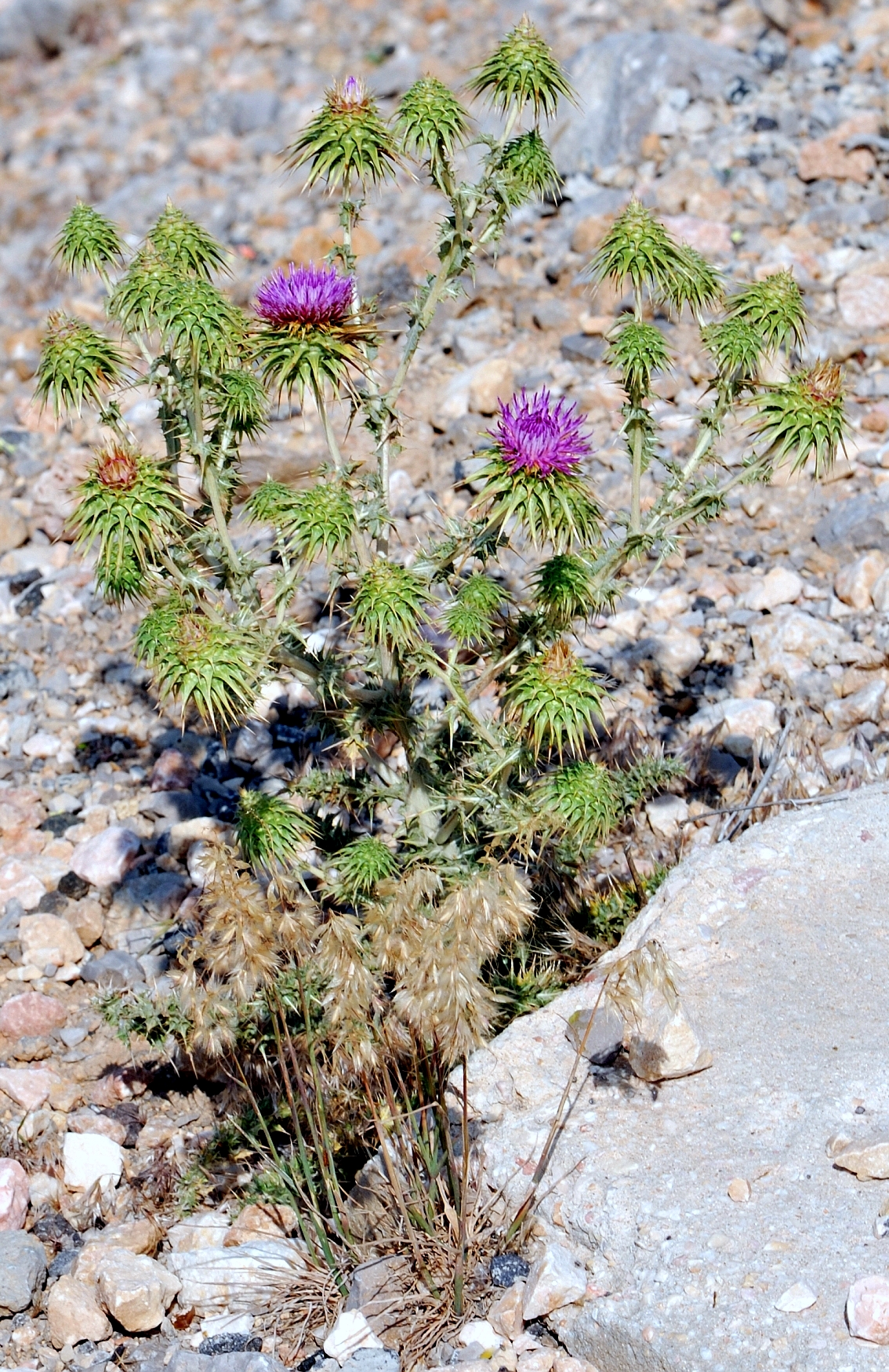
Pokrój gatunku Cousinia hermonis

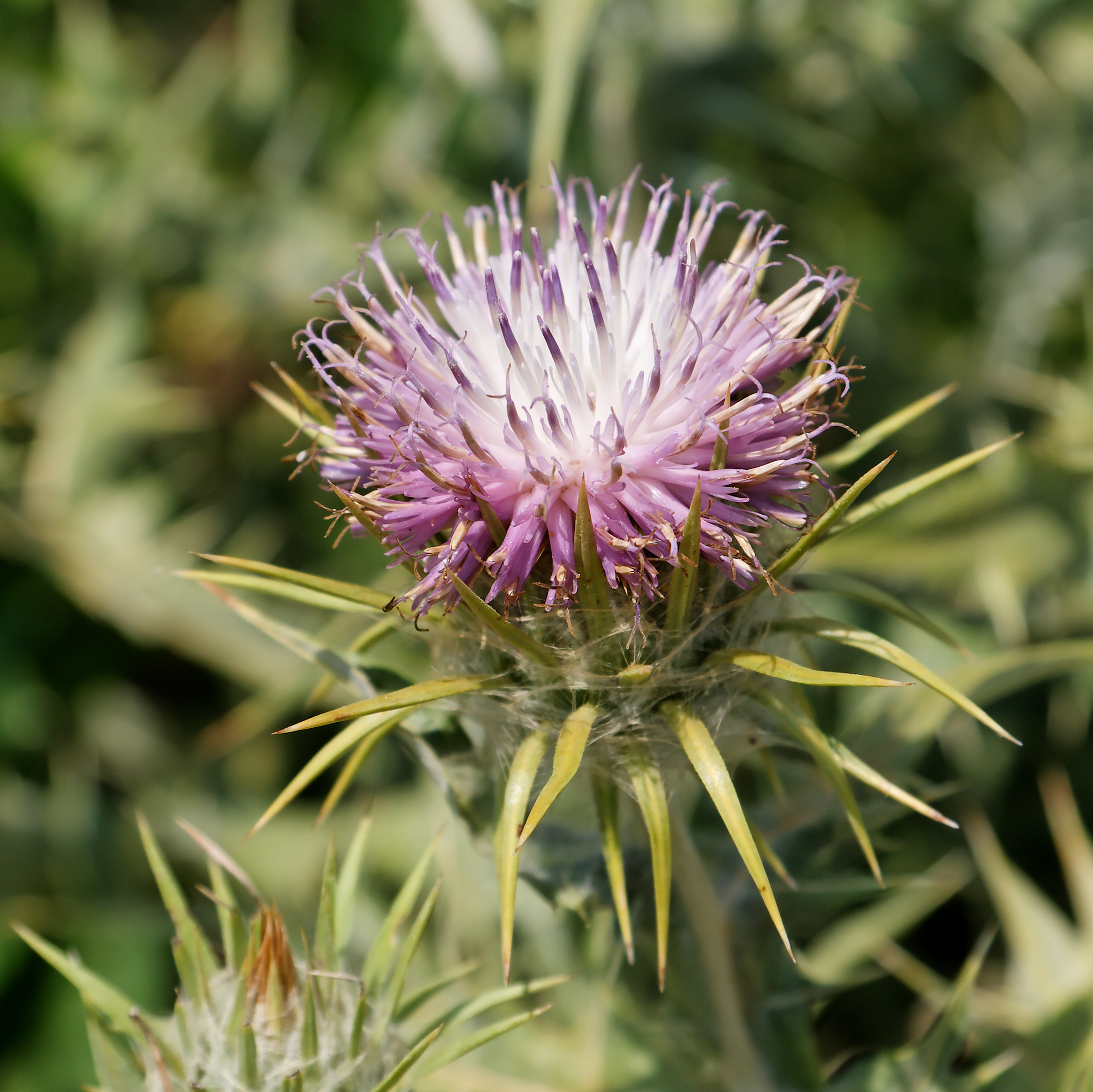
Kwiat gatunku Cousinia pterocaulos

- Cousinia abolinii Kult. ex Tscherneva
- Cousinia acanthoblephara Rech.f. & Gilli
- Cousinia acanthodendron Rech.f. & Podlech
- Cousinia acanthophysa Rech.f.
- Cousinia acanthostephana Rech.f.
- Cousinia acrodroma Tscherneva
- Cousinia actinacantha Rech.f.
- Cousinia actinia Boiss.
- Cousinia adenophora Juz.
- Cousinia adenostegia Rech.f.
- Cousinia adenosticta Bornm.
- Cousinia adnata Bunge
- Cousinia affinis Schrenk
- Cousinia afghanica C.Winkl.
- Cousinia agelocephala Tscherneva
- Cousinia aggregata DC.
- Cousinia aintabensis Boiss. & Hausskn. ex Boiss. & Hausskn.
- Cousinia aitchisonii Boiss.
- Cousinia alaica Juz. ex Tscherneva
- Cousinia alata Schrenk
- Cousinia alberti Regel & Schmalh.
- Cousinia albertoregelia C.Winkl.
- Cousinia albescens Winkl. & Strauss ex Winkl.
- Cousinia albicaulis Boiss. & Buhse
- Cousinia albida DC.
- Cousinia albiflora (Bornm. & Sint.) Bornm.
- Cousinia alepideae Boiss.
- Cousinia aleppica Boiss.
- Cousinia alexeenkoana Bornm.
- Cousinia alfredii Bornm. & Gauba
- Cousinia algurdina Rech.f.
- Cousinia allolepis Tscherneva & Vved.
- Cousinia alpestris (Bornm.) Juz.
- Cousinia alpina Bunge
- Cousinia ambigens Juz.
- Cousinia amicorum „Tscherneva, Joharchi & Ghahrem.-Nejad”
- Cousinia ammophila Rech.f.
- Cousinia amoena C.Winkl.
- Cousinia amplissima (Boiss.) Boiss.
- Cousinia andarabensis Rech.f.
- Cousinia androssovii Juz.
- Cousinia angreni Juz.
- Cousinia angusticeps Juz.
- Cousinia anomala Franch.
- Cousinia anoplophylla Rech.f.
- Cousinia antonowii C.Winkl.
- Cousinia apiculata Tscherneva
- Cousinia aptera Aitch. & Hemsl.
- Cousinia arachnoidea DC.
- Cousinia araneosa DC.
- Cousinia araneotexta Rech.f.
- Cousinia araxena Takht.
- Cousinia arbelensis C.Winkl. & Bornm.
- Cousinia archibaldii Rech.f.
- Cousinia arctioides Schrenk
- Cousinia arctotidifolia Bunge
- Cousinia arenaria Bunge
- Cousinia ariana Bornm.
- Cousinia arida C.Winkl.
- Cousinia armena Takht.
- Cousinia aspera (Kult.) Karmysch.
- Cousinia assyriaca Jaub. & Spach
- Cousinia astracanica (Spreng.) Tamamsch.
- Cousinia atropatana Bunge
- Cousinia aucheri DC.
- Cousinia aurea C.Winkl.
- Cousinia auriculata Boiss.
- Cousinia austrojordanica F.G.Davies & Boulos
- Cousinia autrani C.Winkl.
- Cousinia baberi Boiss.
- Cousinia bachtiarica Boiss. & Hausskn.
- Cousinia badhysi Kult.
- Cousinia balchanica Tscherneva
- Cousinia baluchistanica Rech.f.
- Cousinia bamianica Rech.f. & Köie
- Cousinia baranovii Juz. ex Tscherneva
- Cousinia barbeyi C.Winkl.
- Cousinia batalinii C.Winkl.
- Cousinia beauverdiana Bornm.
- Cousinia beckeri Trautv.
- Cousinia behboudiana Rech.f. & Esfand.
- Cousinia belangeri DC.
- Cousinia bicolor Freyn & Sint.
- Cousinia bienerti Bunge
- Cousinia bijarensis Rech.f.
- Cousinia bipinnata Boiss.
- Cousinia birandiana Hub.-Mor.
- Cousinia birecikensis Hub.-Mor.
- Cousinia blepharobasis Rech.f. & Gilli
- Cousinia bobekii Rech.f.
- Cousinia bobrovii Juz.
- Cousinia boissieri Buhse
- Cousinia bonvalotii Franch.
- Cousinia bornmuelleri C.Winkl.
- Cousinia botschantzevii Juz. ex Tscherneva
- Cousinia brachyptera DC.
- Cousinia bucharica C.Winkl.
- Cousinia bungeana Regel & Schmalh.
- Cousinia buphthalmoides Regel
- Cousinia butkovii Tschern. & Vved.
- Cousinia caesarea Boiss. & Balansa
- Cousinia caespitosa C.Winkl.
- Cousinia calcitrapa Boiss.
- Cousinia calcitrapella Bornm.
- Cousinia calocephala Jaub. & Spach
- Cousinia calolepis Boiss.
- Cousinia calva Juz.
- Cousinia campyloraphis Tschern.
- Cousinia candicans Juz.
- Cousinia candolleana Jaub. & Spach
- Cousinia canescens DC.
- Cousinia carduchorum C.Winkl. & Bornm.
- Cousinia carduncelloidea Regel & Schmalh.
- Cousinia carthamoides Aitch. & Hemsl.
- Cousinia cataonica Boiss. & Hausskn.
- Cousinia catenata Rech.f.
- Cousinia cavarae Bornm.
- Cousinia centauroides Regel
- Cousinia ceratophora Kult.
- Cousinia chaetocephala Kult.
- Cousinia chaetolepis Rech.f.
- Cousinia chamaepeuce Boiss.
- Cousinia chejrabadensis Kult.
- Cousinia chionophila Rech.f. & Köie
- Cousinia chitralensis Rech.f.
- Cousinia chlorantha Kult.
- Cousinia chlorocephala C.A.Mey. ex DC.
- Cousinia chlorosphaera Bornm.
- Cousinia chlorothyrsa Rech.f. & Köie
- Cousinia chrysacantha Jaub. & Spach
- Cousinia chrysandra Bornm. & Gauba
- Cousinia chrysantha Kult.
- Cousinia chrysochlora Rech.f. & Köie
- Cousinia cirsioides Boiss. & Balansa
- Cousinia coerulea Kult. ex Tscherneva
- Cousinia commutata Bunge
- Cousinia concinna Boiss. & Hausskn.
- Cousinia concolor Bunge
- Cousinia congesta Bunge
- Cousinia consanguinea (Bornm.) Rech.f.
- Cousinia contumax C.Winkl. & Bornm.
- Cousinia coronata Franch.
- Cousinia corymbosa C.Winkl.
- Cousinia crassipes Kult.
- Cousinia crispa Jaub. & Spach
- Cousinia cryptadena Juz.
- Cousinia cylindracea Boiss.
- Cousinia cylindrocephala Jaub. & Spach
- Cousinia cymbolepis Boiss.
- Cousinia cynaroides (M.Bieb.) C.A.Mey.
- Cousinia czatkalica Tscherneva
- Cousinia czerniakowskae Kult.
- Cousinia dalahuensis Attar & Ghahr.
- Cousinia daralaghezica Takht.
- Cousinia darwasica C.Winkl.
- Cousinia dasylepis Kult.
- Cousinia davisiana Hub.-Mor.
- Cousinia decipiens Boiss. & Buhse
- Cousinia decolorans Freyn & Sint.
- Cousinia decumbens Rech.f.
- Cousinia decurrens Regel
- Cousinia decurrentifolia Juz. ex Tscherneva
- Cousinia deserti Bunge
- Cousinia dichotoma Bunge
- Cousinia dichromata Kult.
- Cousinia diezii Rech.f.
- Cousinia dimoana Kult.
- Cousinia dipterocarpa Bornm. & Rech.f.
- Cousinia discolor Bunge
- Cousinia disfulensis Bornm.
- Cousinia dissecta Kar. & Kir.
- Cousinia dissectifolia Kult.
- Cousinia divaricata C.Winkl.
- Cousinia dolichoclada Juz.
- Cousinia dolicholepsis Schrenk
- Cousinia dolichophylla Kult.
- Cousinia dshisakensis Kult.
- Cousinia dubia Popov
- Cousinia eburnea Bornm.
- Cousinia ecbatanensis Bornm.
- Cousinia edelbergii Rech.f.
- Cousinia edmondsonii Rech.f.
- Cousinia egens Juz.
- Cousinia egregia Juz.
- Cousinia elata Boiss. & Buhse
- Cousinia eleonorae Hub.-Mor.
- Cousinia elephantina Rech.f.
- Cousinia elwendensis Bornm.
- Cousinia erectispina Tscherneva
- Cousinia erinacea Jaub. & Spach
- Cousinia eriobasis Bunge
- Cousinia eriocephala Boiss. & Hausskn. ex Boiss. & Hausskn.
- Cousinia eriophylla (Kult.) Bornm.
- Cousinia eriorrhiza Bornm.
- Cousinia eriotricha Juz.
- Cousinia erivanensis Bornm.
- Cousinia ermenekensis Hub.-Mor.
- Cousinia eryngioides Boiss.
- Cousinia esfandiarii Rech.f. & Aellen
- Cousinia euchlora Bornm. & Rech.f.
- Cousinia eugenii Kult.
- Cousinia euphratica Hub.-Mor.
- Cousinia eurylepis Rech.f.
- Cousinia fabrorum Rech.f.
- Cousinia falcinella Bornm.
- Cousinia falconeri Hook.f.
- Cousinia fallax C.Winkl.
- Cousinia farsistanica Bornm.
- Cousinia fascicularis Juz.
- Cousinia fedorovii Takht.
- Cousinia fedtschenkoana Bornm.
- Cousinia ferghanensis Bornm.
- Cousinia ferruginea Kult.
- Cousinia fetissowii C.Winkl.
- Cousinia finitima Juz.
- Cousinia firuzkuhensis Rech.f.
- Cousinia flavispina Franch.
- Cousinia foliosa Boiss. & Balansa
- Cousinia fragilis C.Winkl. & Bornm.
- Cousinia fragillima Rech.f.
- Cousinia franchetii C.Winkl.
- Cousinia fraternella Bornm.
- Cousinia freitagii Rech.f.
- Cousinia freynii Bornm. & Sint.
- Cousinia fursei Rech.f.
- Cousinia gabrielae Bornm.
- Cousinia gabrieljaniae Takht. & Tamanian
- Cousinia gatchsaranica „Mehregan, Assadi & Attar”
- Cousinia gaubae Bornm.
- Cousinia gedrosiaca Bornm. & Gauba
- Cousinia ghorana Rech.f.
- Cousinia gigantolepis Rech.f.
- Cousinia gigantoptera Rech.f. & Podlech
- Cousinia gigantosphaera Rech.f.
- Cousinia gilanica Bornm.
- Cousinia gilliatii Rech.f.
- Cousinia glabriseta Kult.
- Cousinia glandulosa Kult.
- Cousinia glaphyra Rech.f. & Köie
- Cousinia glaphyrocephala Juz. ex Tscherneva
- Cousinia glaucopsis Bornm. & Rech.f.
- Cousinia glochidiata Kult.
- Cousinia gmelini C.Winkl.
- Cousinia gnezdilloi Tschern.
- Cousinia gomolitzkii Juz. ex Tscherneva
- Cousinia gontscharowii Juz.
- Cousinia gracilis Boiss.
- Cousinia graminifolia Rech.f.
- Cousinia grandiceps Bunge
- Cousinia grandifolia Kult.
- Cousinia grandis C.A.Mey. ex DC.
- Cousinia grantii Rech.f.
- Cousinia greuteri Rech.f.
- Cousinia griffithiana Boiss.
- Cousinia grigoriewii Juz.
- Cousinia grisea Kult.
- Cousinia gulczensis Kult.
- Cousinia gymnoclada Rech.f. & Köie
- Cousinia hablitzii C.A.Mey. ex DC.
- Cousinia haeckeliae Bornm.
- Cousinia haesitabunda Juz.
- Cousinia hakkarica Hub.-Mor.
- Cousinia halysensis Hub.-Mor.
- Cousinia hamadae Juz.
- Cousinia hamadanensis Rech.f.
- Cousinia hamosa C.A.Mey.
- Cousinia handelii Bornm.
- Cousinia harazensis Rech.f.
- Cousinia hastifolia C.Winkl.
- Cousinia haussknechtii C.Winkl.
- Cousinia hazarensis Mirtadz. & Attar
- Cousinia hedgei Rech.f.
- Cousinia heliantha Bunge
- Cousinia hemsleyana C.Winkl.
- Cousinia hergtiana Bornm.
- Cousinia hermonis Boiss.
- Cousinia heteroloba Rech.f.
- Cousinia heterophylla Boiss.
- Cousinia hilariae Kult.
- Cousinia hohenackeri Fisch. & C.A.Mey.
- Cousinia hololeuca Bunge
- Cousinia honigbergeri Bornm.
- Cousinia hoplites Bornm.
- Cousinia hoplophylla Tschern.
- Cousinia horrescens Juz.
- Cousinia horrida Kult.
- Cousinia horridula Juz.
- Cousinia huegeliana Bornm.
- Cousinia humilis Boiss.
- Cousinia hypochionea Bornm.
- Cousinia hypoleuca Boiss.
- Cousinia hypopolia Bornm. & Sint.
- Cousinia iconica Hub.-Mor.
- Cousinia ilicifolia Jaub. & Spach
- Cousinia iljinii Takht.
- Cousinia immitans Rech.f.
- Cousinia immitantiformis Rech.f.
- Cousinia incompta DC.
- Cousinia inflata Boiss. & Hausskn. ex Boiss.
- Cousinia infundibularis Rech.f.
- Cousinia insignis Rech.f.
- Cousinia integrifolia Franch.
- Cousinia intertexta Freyn & Sint.
- Cousinia iranica Winkl. & Strauss ex Winkl.
- Cousinia iranshahrii Rech.f.
- Cousinia irritans Rech.f.
- Cousinia iskanderi Bornm.
- Cousinia jacobsii Rech.f.
- Cousinia jassyensis C.Winkl.
- Cousinia juzepczukii Tscherneva
- Cousinia kaluensis Rech.f.
- Cousinia karatavica Regel & Schmalh.
- Cousinia kashanensis Rech.f. & Esfand.
- Cousinia kataghanica Rech.f.
- Cousinia kazachorum Juz. ex Tscherneva
- Cousinia keredjensis Bornm. & Gauba
- Cousinia kermanshahensis „Attar, Ghahr. & Assadi”
- Cousinia kerstanii Bornm.
- Cousinia khashensis Rech.f.
- Cousinia khorramabadensis Bornm.
- Cousinia kirrindica Bornm. & Rech.f.
- Cousinia kivar Parsa
- Cousinia knorringiae Bornm.
- Cousinia koelzii Rech.f.
- Cousinia kokanica Regel & Schmalh.
- Cousinia komarowii (Kuntze) C.Winkl.
- Cousinia kopi-karadaghensis Rech.f.
- Cousinia kornhuberi Heimerl
- Cousinia korolkowii Regel & Schmalh.
- Cousinia korowiakowi C.Winkl.
- Cousinia korshinskyi C.Winkl.
- Cousinia kotschyi Boiss.
- Cousinia kovalevskiana Tscherneva
- Cousinia krauseana Regel & Schmalh.
- Cousinia kuekenthalii Bornm.
- Cousinia kuramensis Bornm.
- Cousinia kurdica C.Winkl. & Bornm.
- Cousinia lachnobasis Rech.f. & Köie
- Cousinia lachnosphaera Bunge
- Cousinia lactiflora Rech.f.
- Cousinia laetevirens C.Winkl.
- Cousinia lanata C.Winkl.
- Cousinia laniceps (Bornm.) Juz.
- Cousinia lappacea Schrenk
- Cousinia lasiandra Bunge
- Cousinia lasiolepis Boiss.
- Cousinia lasiophylla C.Shih
- Cousinia leatherdalei Rech.f.
- Cousinia leiocephala (Regel) Juz.
- Cousinia lepida Bunge ex Boiss.
- Cousinia leptacantha (Bornm.) Juz.
- Cousinia leptacma Tschern.
- Cousinia leptocampyla Bornm.
- Cousinia leptocephala Fisch. & Mey.
- Cousinia leptoclada Kult.
- Cousinia leptocladoides Tschern.
- Cousinia leptolepis (Bornm. & Gauba) Rech.f.
- Cousinia leptomera Rech.f.
- Cousinia leucantha Bornm. & Sint.
- Cousinia leuconeura Bornm. & Gauba
- Cousinia libanotica DC.
- Cousinia lignosissima Rech.f.
- Cousinia linczewskii Juz.
- Cousinia lindbergii Rech.f.
- Cousinia litvinovii Kult. ex Juz.
- Cousinia lomakinii C.Winkl.
- Cousinia longifolia C.Winkl. & Bornm.
- Cousinia lucida DC.
- Cousinia lurorum Bornm.
- Cousinia lyrata Bunge
- Cousinia macilenta C.Winkl.
- Cousinia macrocephala C.A.Mey.
- Cousinia macrolepis Boiss. & Hausskn. ex Boiss.
- Cousinia macroptera C.A.Mey. ex DC.
- Cousinia magnifica Juz.
- Cousinia malacophylla Rech.f.
- Cousinia malurensis Rech.f.
- Cousinia manouchehrii Rech.f. & Esfan.
- Cousinia maracandica Juz.
- Cousinia margaritae Kult.
- Cousinia margiana Juz.
- Cousinia mattfeldii Bornm.
- Cousinia mazu-shirinensis Rech.f.
- Cousinia medians Juz.
- Cousinia megalomastix Rech.f.
- Cousinia meshhedensis Bornm. & Rech.f.
- Cousinia mesomorpha Rech.f.
- Cousinia microcarpa Boiss.
- Cousinia microcephala C.A.Mey. ex DC.
- Cousinia millefontana Rech.f.
- Cousinia minae Juz.
- Cousinia mindshelkensis B.Fedtsch.
- Cousinia minkwitziae Bornm.
- Cousinia miserabilis Rech.f.
- Cousinia moabitica Bornm. & Nábělek ex Bornm.
- Cousinia mobayenii Ghahr. & Attar
- Cousinia mogensii Rech.f.
- Cousinia mogoltavica Tschern. & Vved.
- Cousinia mollis Schrenk
- Cousinia mongolica Bornnr.
- Cousinia monocephala Bunge
- Cousinia mozaffarianii „Attar, Assadi & Ghahr.”
- Cousinia mucida Kult. ex Tscherneva
- Cousinia mulgediifolia Bornm.
- Cousinia multiloba DC.
- Cousinia murgabica Tscherneva
- Cousinia mutehensis Rech.f.
- Cousinia myrioglochis Rech.f.
- Cousinia myriolepis Rech.f. & Köie
- Cousinia myriotoma Rech.f. & Köie
- Cousinia nabelekii Bornm.
- Cousinia nana „Attar, Ghahr. & Assadi”
- Cousinia neglecta Juz.
- Cousinia nekarmanica Rech.f.
- Cousinia neurocentra Bunge
- Cousinia newesskyana C.Winkl.
- Cousinia ninae Juz.
- Cousinia nischapurensis Bornm.
- Cousinia nivea C.Winkl.
- Cousinia niveocoronata C.Jeffrey
- Cousinia noeana Boiss.
- Cousinia novissima Rech.f.
- Cousinia nujianensis „Attar, Ghahr., Saber & Zarre”
- Cousinia olgae Regel & Schmalh.
- Cousinia oligocephala Hausskn. ex Boiss.
- Cousinia olivieri DC.
- Cousinia omissa Tscherneva
- Cousinia omphalodes Tscherneva
- Cousinia onopordioides Ledeb.
- Cousinia oophora Rech.f.
- Cousinia oopoda Juz.
- Cousinia optera Aitch. & Hemsl.
- Cousinia oreodoxa Bornm. & Sint.
- Cousinia oreoxerophila Kult.
- Cousinia orientalis (Adams) K.Koch
- Cousinia orthacantha Tscherneva
- Cousinia orthoclada Hausskn. & Bornm.
- Cousinia ortholepis Juz. ex Tscherneva
- Cousinia orthoneura Rech.f.
- Cousinia ottonis Bornm.
- Cousinia outichaschensis Franch.
- Cousinia ovczinnikovii Tscherneva
- Cousinia oxiana Tscherneva
- Cousinia oxytoma Rech.f.
- Cousinia panjshirensis Rech.f.
- Cousinia pannosa C.Winkl.
- Cousinia pannosiformis Tscherneva
- Cousinia parjumanensis Rech.f.
- Cousinia parsana „Ghahr., Iranshahr & Attar”
- Cousinia parviceps Rech.f. & Köie
- Cousinia parviziana Parsa
- Cousinia patentispina Tscherneva
- Cousinia pauciramosa Kult.
- Cousinia pectinata Rech.f.
- Cousinia pectinatifolia Parsa
- Cousinia peduncularis Juz. ex Tscherneva
- Cousinia pentacantha Regel & Schmalh.
- Cousinia pentacanthoides Juz. ex Tscherneva
- Cousinia perennis C.Winkl.
- Cousinia pergamacea Boiss. & Hausskn. ex Boiss. & Hausskn.
- Cousinia perovskiensis (Bornm.) Juz. ex Tscherneva
- Cousinia persarum C.Winkl.
- Cousinia pestalozzae Boiss.
- Cousinia phyllocephala Bornm. & Gauba
- Cousinia pichleriana Bornm. ex Rech.f.
- Cousinia pinarocephala Boiss.
- Cousinia pineticola Rech.f. & Gilli
- Cousinia piptocephala Bunge
- Cousinia platyacantha Bunge
- Cousinia platylepis Schrenk
- Cousinia platyptera Bornm.
- Cousinia platyraphis Kult.
- Cousinia platystegia Tscherneva
- Cousinia podlechii Rech.f.
- Cousinia podophylla Tschern.
- Cousinia polycephala Rupr.
- Cousinia polyneura Rech.f.
- Cousinia polytimetica Tscherneva
- Cousinia porphyrochrysea Rech.f.
- Cousinia porphyrostephana Rech.f.
- Cousinia postiana C.Winkl.
- Cousinia praestans Tschern. & Vved.
- Cousinia prasina Jaub. & Spach
- Cousinia princeps Franch.
- Cousinia prolifera Jaub. & Spach
- Cousinia proxima Juz.
- Cousinia psammophila Kult.
- Cousinia pseudactinia Rech.f.
- Cousinia pseudarctium Bornm.
- Cousinia pseudoaffinis Kult.
- Cousinia pseudocirsium Rech.f.
- Cousinia pseudodshisakensis Tschern. & Vved.
- Cousinia pseudolanata Popov ex Tscherneva
- Cousinia pseudomollis C.Winkl.
- Cousinia pseudostenolepis Rech.f. & Edelb.
- Cousinia pterocarpa Boiss.
- Cousinia pterocaulos (C.A.Mey.) Rech.f.
- Cousinia pterolepida Kult.
- Cousinia pugionifera Jaub. & Spach
- Cousinia pulchella Bunge
- Cousinia pulchra C.Winkl.
- Cousinia pulvinaris Rech.f. & Köie
- Cousinia pungens Juz.
- Cousinia purpurea C.A.Mey. ex DC.
- Cousinia pusilla C.Winkl.
- Cousinia pycnocephala Rech.f.
- Cousinia pycnoloba Boiss.
- Cousinia pygmaea C.Winkl.
- Cousinia qaisarensis Rech.f.
- Cousinia qandilica Rech.f.
- Cousinia qaradaghensis Rech.f.
- Cousinia qarehbilensis Rech.f.
- Cousinia quettensis Rech.f.
- Cousinia racemosa Boiss.
- Cousinia raddeana C.Winkl.
- Cousinia radians Bunge
- Cousinia ramosissima DC.
- Cousinia ramulosa Rech.f.
- Cousinia raphiostegia Rech.f.
- Cousinia rava C.Winkl.
- Cousinia rechingerae Bornm.
- Cousinia rechingerorum Bornm.
- Cousinia recurvata DC.
- Cousinia refracta (Bornm.) Juz.
- Cousinia regelii C.Winkl.
- Cousinia renominata Rech.f.
- Cousinia resinosa Juz.
- Cousinia rhabdodes Bornm. & Rech.f.
- Cousinia rhaphiocephala Rech.f.
- Cousinia rhodantha Kult.
- Cousinia rhombiformis Winkl. & Strauss ex C.Winkl. & Strauss
- Cousinia rigida Kult.
- Cousinia rigidissima Rech.f.
- Cousinia robusta Rech.f.
- Cousinia rosea Kult.
- Cousinia rotundifolia C.Winkl.
- Cousinia rubiginosa Kult.
- Cousinia rudis Rech.f.
- Cousinia rufidula Bornm.
- Cousinia sabalanica „Attar, Ghahr. & Assadi”
- Cousinia sabzevarensis Rech.f.
- Cousinia sagittata C.Winkl. & Strauss
- Cousinia sakawensis Boiss. & Hausskn. ex Boiss. & Hausskn.
- Cousinia salangensis Rech.f.
- Cousinia sanandajensis Rech.f.
- Cousinia sarawschanica C.Winkl.
- Cousinia sardashtensis Rech.f.
- Cousinia sarzehensis „Attar, Ghahr. & Assadi”
- Cousinia satdagensis Hub.-Mor.
- Cousinia scabrida Juz.
- Cousinia scariosa Regel
- Cousinia scheibeana Bornm.
- Cousinia schepsaica Karmysch.
- Cousinia schindleriana Bornm. & Gauba
- Cousinia schischkinii Juz.
- Cousinia schistoptera Juz.
- Cousinia schistosa Rech.f. & Edelb.
- Cousinia schlagintweiti C.Winkl.
- Cousinia schmalhausenii C.Winkl.
- Cousinia schtschurowskiana Regel & Schmalh.
- Cousinia schugnanica Juz.
- Cousinia scleracantha Kult.
- Cousinia sclerolepis C.Shih
- Cousinia sclerophylla Juz.
- Cousinia sefidiana (Pau) Rech.f.
- Cousinia seidlitzii Bunge
- Cousinia semenowii Regel
- Cousinia semilacera Juz.
- Cousinia serratuloides Boiss.
- Cousinia severtzovii Regel
- Cousinia sewertzowii Regel
- Cousinia shahrestanica Rech.f.
- Cousinia shahvarica Rech.f.
- Cousinia shebliensis „Ghahr., Iranshahr & Attar”
- Cousinia shibarensis Rech.f.
- Cousinia shorlughensis Rech.f.
- Cousinia shulabadensis Attar & Ghahr.
- Cousinia sicigera C.Winkl. & Bornm.
- Cousinia sileracantha Kult. ex Tscherneva
- Cousinia simulatrix C.Winkl.
- Cousinia singularis Rech.f.
- Cousinia sinjarensis Rech.f.
- Cousinia sintenisii Freyn
- Cousinia sivasica Hub.-Mor.
- Cousinia smirnowii Trautv.
- Cousinia sogdiana Bornm.
- Cousinia sororia Juz.
- Cousinia spathulata Kult.
- Cousinia speciosa C.Winkl.
- Cousinia sphaerocephala Jaub. & Spach
- Cousinia spiridonovii Juz.
- Cousinia splendida C.Winkl.
- Cousinia sporadocephala Juz.
- Cousinia spryginii Kult.
- Cousinia stahliana Bornm. & Gauba
- Cousinia stapfiana Freyn & Sint. ex Freyn
- Cousinia stechmanniopsis Rech.f.
- Cousinia stellaris Bornm.
- Cousinia stenocalathia Rech.f.
- Cousinia stenocephala Boiss.
- Cousinia stenophylla Kult.
- Cousinia stephanophora C.Winkl.
- Cousinia stereolepis Rech.f.
- Cousinia stereoneura Rech.f.
- Cousinia stocksii C.Winkl.
- Cousinia straussii Hausskn. & Winkl. ex Winkl.
- Cousinia stricta Tschern.
- Cousinia strobilocephala Tschern. & Vved.
- Cousinia stroterolepis Rech.f.
- Cousinia subappendiculata Kult.
- Cousinia subcandicans Tschern.
- Cousinia subinflata Bornm.
- Cousinia submutica Franch.
- Cousinia subpectinata „Mirtadz., Attar & Assadi”
- Cousinia subscaposa Rech.f.
- Cousinia sylvicola Bunge
- Cousinia syrdariensis Kult.
- Cousinia tabrisiana Bunge
- Cousinia takharensis Rech.f.
- Cousinia takhtajanii Tamanian
- Cousinia talassica (Kult.) Juz. ex Tscherneva
- Cousinia tamarae Juz.
- Cousinia tashkurghanica Rech.f.
- Cousinia tedshenica Tscherneva
- Cousinia tenella Fisch. & C.A.Mey.
- Cousinia tenuifolia C.A.Mey. ex DC.
- Cousinia tenuiramula Rech.f.
- Cousinia tenuisecta Juz.
- Cousinia tenuispina Rech.f.
- Cousinia termei Rech.f.
- Cousinia tetanocephala Bornm. & Gauba
- Cousinia thamnodes Boiss. & Hausskn.
- Cousinia thomsonii C.B.Clarke
- Cousinia tianschanica Kult.
- Cousinia tibetica Bornm.
- Cousinia tirinensis Rech.f.
- Cousinia tomentella C.Winkl.
- Cousinia trachylepis Bunge
- Cousinia trachyphylla Juz.
- Cousinia trachyphyllaria Bornm. & Rech.f.
- Cousinia transiliensis Juz.
- Cousinia transoxana Tscherneva
- Cousinia triacantha Kult.
- Cousinia triceps Kult.
- Cousinia trichophora Kult.
- Cousinia tricolor Rech.f.
- Cousinia triflora Schrenk
- Cousinia trollii Bornm.
- Cousinia tscherneviae Berdyev
- Cousinia turcomanica C.Winkl.
- Cousinia turkestanica (Regel) Juz.
- Cousinia turkmenorum Bornm.
- Cousinia ugamensis Karmysch.
- Cousinia ulotoma Bornm.
- Cousinia umbilicata Juz.
- Cousinia umbrosa Bunge
- Cousinia unaiensis Rech.f.
- Cousinia urumiensis Bornm.
- Cousinia vanensis Hub.-Mor.
- Cousinia vavilovii Kult.
- Cousinia verbascifolia Bunge
- Cousinia verticillaris Bunge
- Cousinia vicaria Kult.
- Cousinia volkii Rech.f.
- Cousinia vvedenskyi Tscherneva
- Cousinia waldheimiana Bornm.
- Cousinia wendelboi Rech.f.
- Cousinia wesheni Post
- Cousinia wettsteiniana Bornm.
- Cousinia wheeler-hainesii Rech.f.
- Cousinia wilhelminae Rech.f.
- Cousinia winkleriana Aitch. & Hemsl.
- Cousinia wolgensis C.A.Mey.
- Cousinia woronowii Bornm.
- Cousinia xanthacantha Regel
- Cousinia xanthina Bornm.
- Cousinia xanthiocephala Tscherneva
- Cousinia xanthothyrsa Rech.f. & Gilli
- Cousinia xanthula Rech.f.
- Cousinia xiphiolepis Boiss.
- Cousinia zagrica „Attar, Ghahr. & Assadi”
- Cousinia zardkuhensis Attar & Ghahr.

Mieszańce międzygatunkowe
- Cousinia × atripurpurea Juz.
- Cousinia × dualis Juz.
- Cousinia × hybrida Rech.f.
- Cousinia × kamarbandensis Rech.f.